# Грипозавр

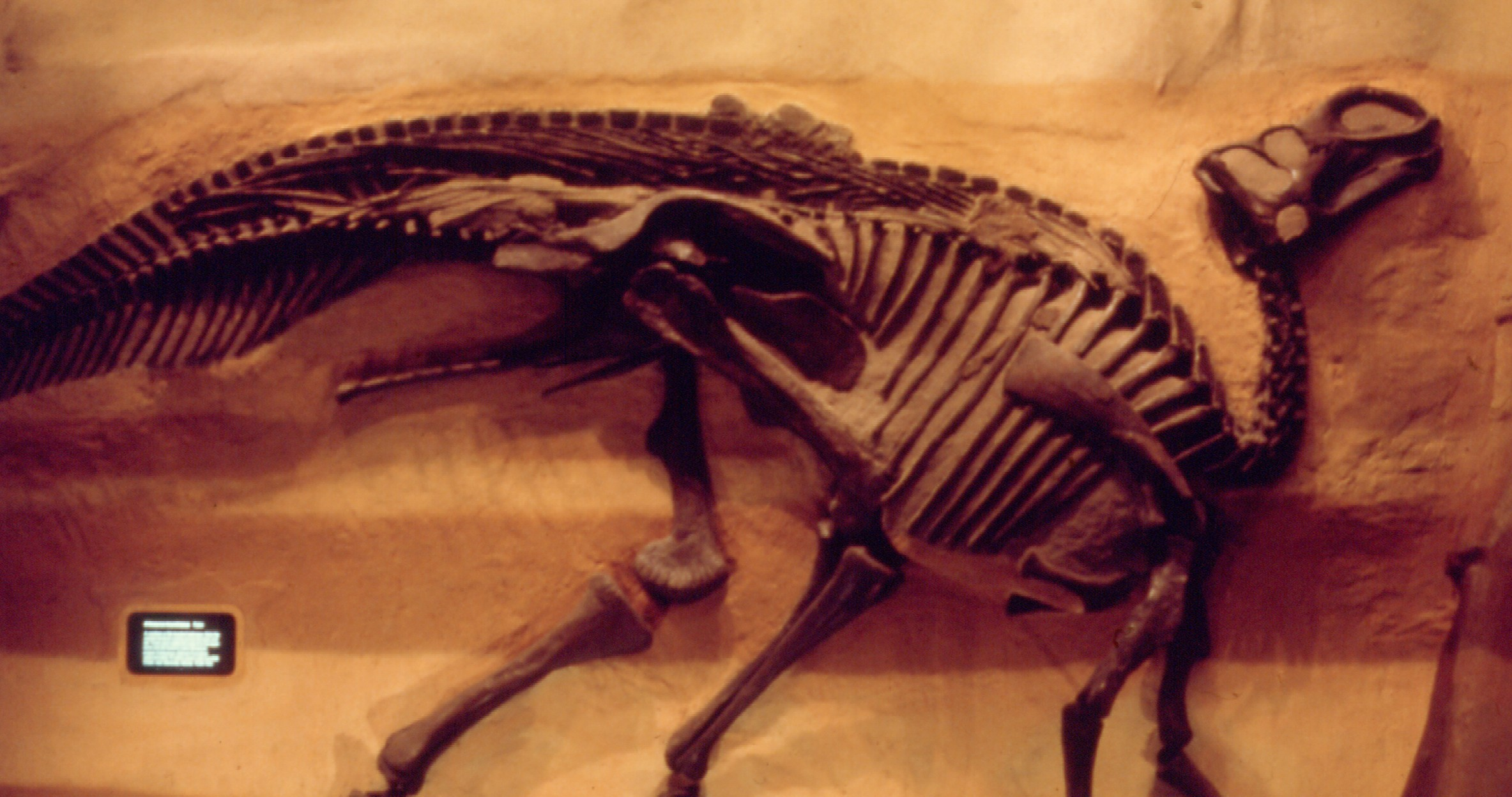
Останки динозавра

Грипозавр (лат. Gryposaurus) — род динозавров семейства гадрозаврид, обитавших в позднемеловую эпоху (кампанский — начало маастрихского веков, 83,8—70,6 млн лет назад). Их ископаемые остатки обнаружены на территориях провинции Альберта (Канада), штатов Монтана и Юта (США). Описан Лоуренсом Ламбом в 1914 году, первоначально считался тем же родом, что и критозавр.

## Описание
Грипозавр, в соответствии с найденными скелетами, черепами и останками кожи, описан как четвероногий, но способный к бипедализму динозавр длиной около 9 м. 

## Классификация
По данным сайта Fossilworks на март 2016 года род включает 3 вида:
- Gryposaurus latidens Horner, 1992
- Gryposaurus monumentensis Gates & Sampson, 2007
- Gryposaurus notabilis Lambe, 1914typus [syn. Gryposaurus incurvimanus (Parks, 1919), Hadrosaurus notabilis (Lambe, 1914), Kritosaurus incurivmanus Parks, 1919, Kritosaurus incurvimanus Parks, 1919, Kritosaurus notabilis (Lambe, 1914)]